# No Fun at All
I No Fun at All (talvolta abbreviato NFAA) sono un gruppo musicale skate punk svedese formatosi a Skinnskatteberg nel 1991.
Il gruppo è composto da: Mikael Danielsson (chitarra), Henrik Sunvisson (basso) e Jimmy Olsson (voce e batteria).
Il nome deriva da una canzone dei Sex Pistols No Fun (cover della canzone omonima degli Stooges e dal nome del gruppo musicale Sick of It All e significa "tutt'altro che divertente" o "non affatto divertente".

## Storia del gruppo

### 1991-1993
La band inizia a suonare per vari locali e feste dell'hinterland sino a che a fine '91 registrano un primo demo intitolato Touchdown composto da 8 tracce e successivamente inserito in una raccolta della Burning Heart Records insieme ai demo di altre band (tra le quali Puffball e Millencolin).

### 1993-1998
Nel 1993 Jimmy Olsson lascia il gruppo per concentrarsi su un'altra band: i Sober.
In seguito i due rimasti reclutano 3 nuovi membri: Ingemar Jansson (voce), Krister Johansson (chitarra) e Kjell Ramstedt (batteria). Con questa formazione (che rimarrà poi quella storica) la band registra e pubblica un primo EP intitolato Vision. Dell'ep furono stampate 1000 copie con la speranza di riuscirne a vendere una buona parte, ma con grande sorpresa fece subito il tutto esaurito e la Burning Heart Records ne ristampò subito altre 25 000 copie.
L'anno seguente arriva il primo disco completo chiamato No Straight Angles, un disco composto molto grezzo nello stile che rimanda allo stile adottato anche da altre band svedesi come i Millencolin. Le canzoni non sono ancora frutto di una maturità artistica, infatti la band dopo il terzo album abbandona quasi tutti i pezzi nelle esibizioni live.
Nel 1995 esce Out of Bounds (Fuori dai limiti), album considerato dai fans come il migliore della band. In questo album sono contenuti i pezzi più classici: da Beat 'em Down a Stranded, da In a Moment a Perfection; lo stile è molto simile al precedente ma i pezzi son più studiati e curati. Sono due gli estratti di questo album con relativi video: Stranded e In a Rhyme. Il successo del disco porta la band per la prima volta a un tour oltreoceano negli Stati Uniti. La band si mette di nuovo al lavoro e due anni dopo il successo di Out Of Bounds torna con un nuovo disco intitolato The Big Knockover ("Il grande rovesciamento"), preceduto dal singolo Should Have Known, il cui video per la prima volta viene trasmesso da MTV. Dall'album traspare la maturità ormai raggiunta da questa band che riesce a dare un'impronta propria alle canzoni che si distacca dalle altre band punk. Il successo è simile a quello del precedente, sperandolo anche nelle vendite, tanto che l'anno seguente la band pubblica (Live In Tokyo), primo e unico album dal vivo della band sino a questo momento, e una raccolta di b-side e pezzi mai pubblicati, oltre che vecchi demo, intitolata EP's Going Steady.

### Scioglimento e reunion
Nel 1999, Henrik Sunvisson lascia i No Fun at All e Mikael Danielsson passa dalla chitarra al basso.
L'11 novembre del 2001 dopo 10 anni di carriera si sono sciolti.
A circa un anno dallo scioglimento, attraverso il proprio forum, la band chiese ai fan di votare quali pezzi volessero nella raccolta "Master Celebration" che sarebbe uscita lo stesso anno con la Epitaph.
Nonostante la band fosse sciolta dal 2003 sino al 2008, i membri del gruppo hanno continuato a fare qualche concerto, soprattutto tra Svezia e Germania.
Proprio durante uno di questi concerti durante un festival in Germania la band ha annunciato l'uscita di un nuovo album. L'album, il quinto lavoro in studio della band, s'intitola Low Rider e uscirà il 14 novembre con la Beat 'em Down Records, etichetta indipendente di proprietà di alcuni componenti della band. Preceduto dal singolo "Reckless (I Don't Wanna)" (pubblicato il 1º novembre 2008, il disco segna anche il ritorno alla chitarra (come era già avvenuto nei concerti precedenti) di Mikael che nel precedente era passato al basso, mentre Steven passa al basso.

## Formazione

### Formazione attuale
- Kjell Ramstedt - batteria
- Christer Johansson - chitarra
- Stefan Bratt - basso
- Ingemar Jansson - voce
- Mikael Danielsson - chitarra

### Ex componenti
- Henrik Sunvisson - basso
- Jimmy Olsson - batteria e voce
- Stefan Neuman - basso

## Discografia

### Album in studio
- 1994 - No Straight Angles
- 1995 - Out of Bounds
- 1997 - The Big Knockover
- 2000 - State of Flow
- 2008 - Low Rider
- 2018 - Grit
- 2022 - Seventh Wave

### EP
- 1993 - Vision
- 1995 - Master Celebrator
- 1995 - In a Rhyme
- 1995 - Stranded
- 1997 - Should Have Known
- 1999 - Live in Tokyo
- 2000 - Second Best
- 2008 - Reckless (I Don't Wanna)

### Raccolte e Demo
- 1992 - Touchdown
- 1998 - EP's Going Steady
- 2002 - Master Celebrations